# Joker Stairs

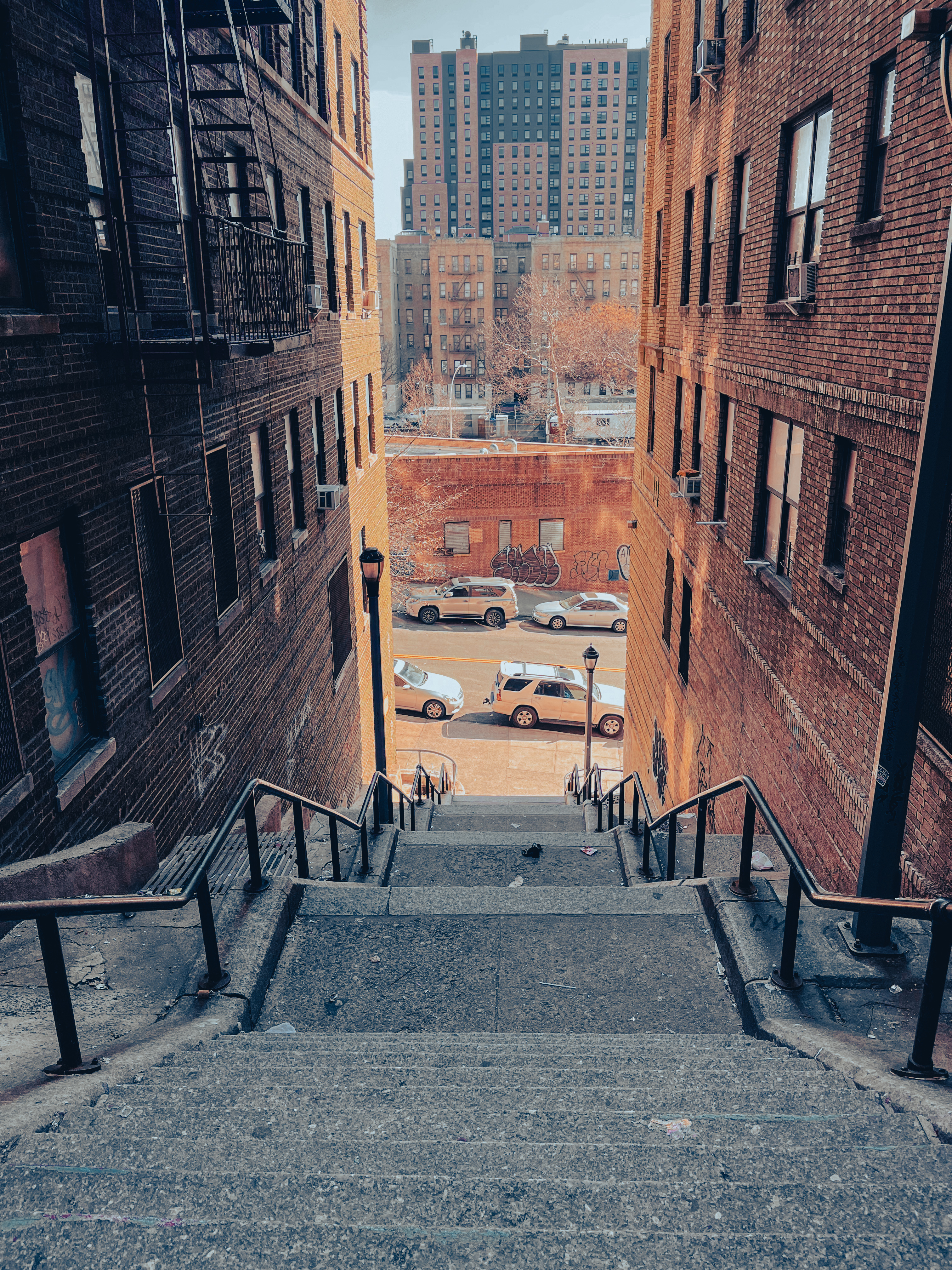
Scale a gradini della 167ª Strada ad Ovest, conosciute anche come "Joker Stairs"

La West 167th Street Step Stairs, nota colloquialmente con il nome di Joker Stairs, è la scala a gradoni che collega Shakespeare e Anderson Avenue alla West 167th Street nel quartiere di Highbridge The Bronx a New York. Situate vicino alla stazione della 167th Street della linea 4 della metropolitana di New York, le scale sono note per essere servite come una delle location delle riprese del film Joker (2019). Sono state riutilizzate anche nell'aprile 2023 per il suo seguito, Joker: Folie à Deux (2024).
Nel film, il personaggio di Arthur Fleck, alias Joker (interpretato da Joaquin Phoenix), viene ripetutamente mostrato mentre cammina su e giù per le scale. Più avanti nella narrazione, scende ballando per le scale, indossando un abito dai colori vivaci e un trucco da pagliaccio, che rappresentano un cambiamento nel suo personaggio, mentre la canzone di Gary Glitter Rock and Roll Part 2 suona in sottofondo. Le scale compaiono in una locandina promozionale del film e sono diventate una meta turistica; sia le scale che la danza di Phoenix hanno ispirato molti meme di Internet.

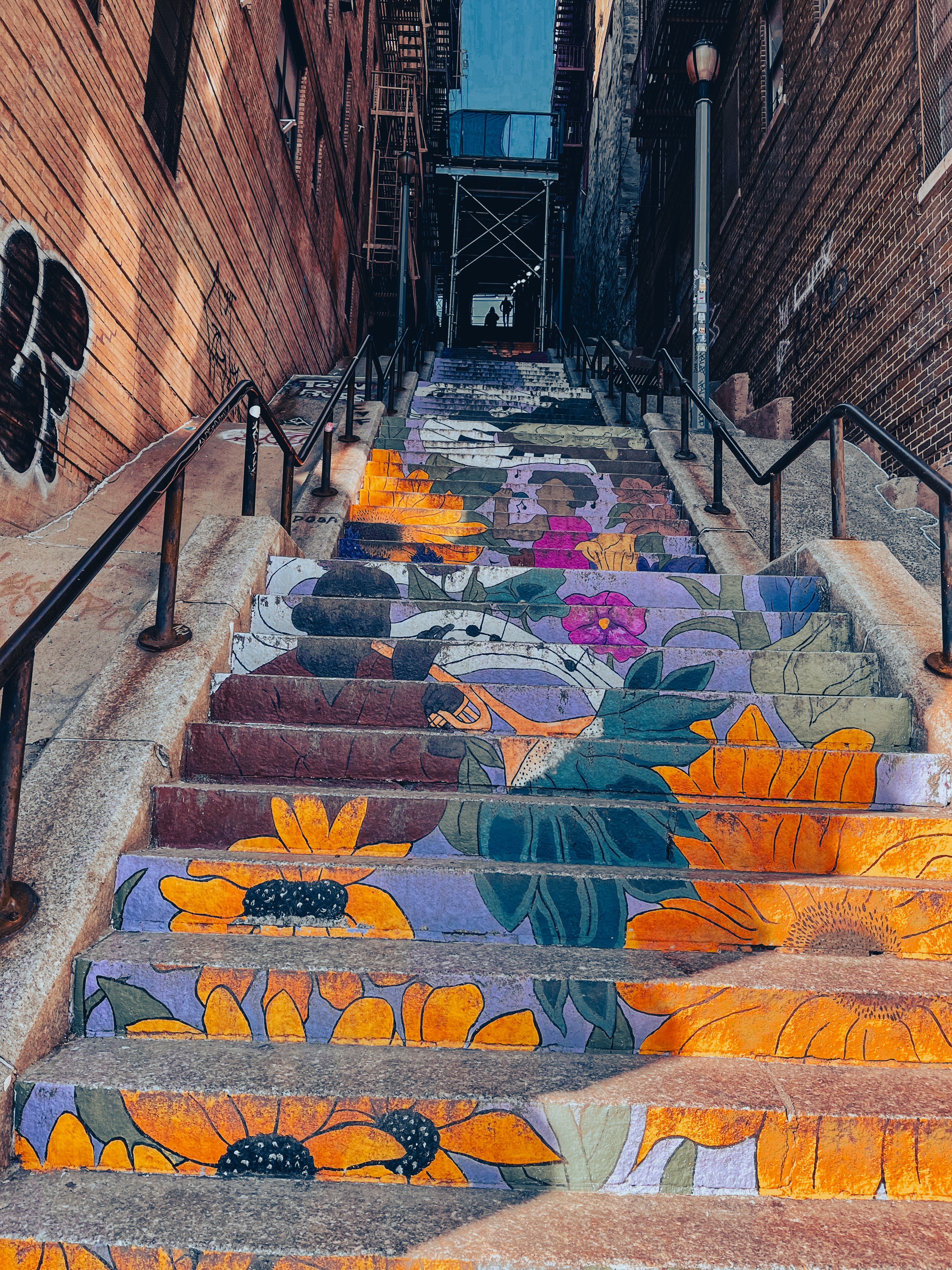
Le scale a inizio febbraio 2024. Dove è stata realizzata la scena del Joker che balla al centro delle scale.

Molti visitatori hanno ricreato la scena del film, a volte indossando gli abiti del Joker, al punto che le scale sono state invase dai turisti. I residenti del Bronx si sono lamentati degli assembramenti creati dai turisti durante i loro spostamenti mentre scattavano foto e brandivano bastoni per realizzare selfie. Alexandria Ocasio-Cortez, rappresentante degli Stati Uniti per il 14° distretto congressuale di New York (che copre parti del Bronx), ha chiesto ai turisti di tenersi alla larga dalle scale di Joker per evitare di causare problemi ai residenti.
India Today osserva che "Anche se le scale esistono da anni e conducono ad alcuni dei luoghi più famosi di New York [...] Non sono mai stati veramente popolari a causa della loro associazione con la criminalità della zona". Il The New York Times nota che le scale erano state utilizzate nel film poliziesco biografico American Gangster (2007), ambientato in un quartiere del South Bronx, dovevano originariamente essere utilizzate nelle scene di Joker, ma erano state ripavimentate e abbellite troppo per essere esteticamente accettabili per il film.
La NBC New York osserva che le Joker Stairs sono entrate a far parte "della schiera di ambientazioni cinematografiche ben note, come quella dei gradini del Philadelphia Museum of Art" vista nel film Rocky (1976). Nel 2019, Burger King ha pubblicato un video promozionale con le Joker Stairs, con un cartello che diceva "Sappiamo che i clown possono essere fastidiosi", un'allusione diretta alla mascotte di McDonald's, Ronald McDonald.